# Felix Simon
Felix Simon, detto Lixer (Lipsia, 7 ottobre 1896 – Sassonia, 12 dicembre 1986), è stato un alpinista, chimico e imprenditore tedesco, fu uno scalatore dotato di un grande valore tecnico nelle arrampicate su roccia e ghiaccio.  Partecipò come componente della spedizione alpinistica tedesco-americana al Nanga Parbat del 1932 nel tentativo di scalare inutilmente la settima vetta più alta del mondo.

## Biografia
La sua carriera alpinistica lo portò in tutte le zone delle Alpi. Lavorò la Vienna, dove "Lixer" iniziò i suoi primi tentativi di arrampicata: il Raxe il Gesäuse erano i suoi obiettivi all'epoca. Nel 1910 tornò nella città natale di Lipsia, dove scoprì una vecchia cava dove un tempo erano state estratte le pietre per il "Monumento alla Battaglia delle Nazioni di Lipsia", che divenne subito la sua palestra di arrampicata. Si esercitò sui pinnacoli rocciosi dei monti Eibsandstein o i sentieri e le pareti del Wilder Kaiser, nella regione del  Berchtesgadener o sul ghiaccio delle vette da quattromila metri nelle Alpi vallesane. Ogni anno trascorrevano alcune settimane tra le rocce e il ghiaccio delle Alpi. "Lixer" passò alla storia dell'alpinismo anche come primo scalatore. La nona Salita al della parete nord del Laliderer fu il suo primo successo. Poi arrivarono le prime salite della parete nord del monte Pelmo, della parete est diretta della Pala di San Martino, della parete ovest diretta della Cima di Canale, della parete sud-ovest della Cima del Coro e della parete sud della Cima dei Lastei. Il suo compagno di cordata era spesso l'amico Fritz Wiessner, che aveva svolto la maggior parte del lavoro preparatorio sul K2. Felix ebbe le sue migliori esperienze come partecipante alla spedizione alpinistica tedesco-americana al Nanga Parbat del 1932. Furono Felix Simon e Fritz Wiessner ad aprire la lunga strada della preparazione per la spedizione. Felix raccontò le sue esperienze in montagna nel suo libro "Felstürme und Eiswände" (Da Eibsandstein al ghiaccio del Nanga Parbat) e "Torri di roccia e pareti di ghiaccio" edito nel 1958. All'età di quasi 50 anni, "Lixer" scalò con il suo amico Max Dathe la parete nord della Große Zinne nel 1936. All'età di 69 anni, con la moglie Jette scalarono la parete est del Watzmann lungo la classica via Kederbacher e un anno dopo, sempre con la moglie, lungo la via Salisburgo. Nell'agosto/settembre 1959 scalò la parete Blaueis, la via Berchtesgadener attraverso la parete est del Watzmann.

## Carriera alpinistica
- 1909 Salita al Hochtor-parete nord, 2.369 m, (Alpi Ennstal)
- 1909 Salita al Rax "Wiener Neustätter", 2.007 m, (Gruppo Rax)
- 1924 Prima salita al monte Pelmo-Cima nord-parete nord "Rossi-Simon", VI, 880 Hm, 3.168 m, (Ampezzano, Dolomiti)
- 1926 Salita alla Pala di San Martino-parete est diretta "Simon-Wießne", V, 2.987 m, (Pala, Dolomiti)
- 1927 Salita alla Cima di Canali-parete ovest diretta "Simon-Wießner?, VI-, 500 HM, 2.897m, (Pala, Dolomiti)
- 1927 Prima salita al Cima del Coro-parete sud-ovest-spigolo sud-ovest "Simon, Wießner,Kees",V+, 2.706 m, (Pala, Dolomiti)
- 1927 Prima salita alla Cima dei Lastei-parete sud "sentiero parete sud, Simon-Wießner-Kees",V, 1100 HM, 2.844 m,

(Val Canali, Pala, Dolomiti)
- 1928 Salita al Pic Central de la Meije, 3.983 m, (Delfinato)
- 1928 Dodicesima salita al monte Bianco-cresta Peuterey via Aguille Blanche, 4.807 m, (zona monte Bianco)
- 1931 Salita al monte Bianco-versante Brenva-Sprone Mooress, III-IV,50°, 1500 HM, 4.807 m, (zona del monte Bianco)
- 1931 Salita del Weishorn-Cresta est, 4.505 m, (Alpi vallesane)
- 1932 Partecipante alla spedizione al Nanga Parbat dal versante Rakiot, (Karakorum)
- 1935 Nona salita al Einserkofel-pilastro nord-spigolo nord "Sentiero della Gioventù", VI-/A1,800 HM, 2.698 m, (Dolomiti di Sesto)
- 1936  Settima salita al Catinaccio-parete est diretta "Steger",VI-,600 HM, 2.981 m, (Catinaccio, Dolomiti)
- 1936 Salita al Große Zinne parete Nord "Comiciführe",VI+,400 HM, 2.999 m, (Dolomiti di Sesto)
- 1936 Salita al  Einserkofel-parete nord diretta "Stegerweg",V-VI, 900 HM, 2.698 m, (Dolomiti di Sesto)
- 1955 Salita della parete est Watzmann "Kederbacher-Weg", 2.713 m, (Alpi di Berchtesgaden)
- 1956 Salita della parete est Watzmann "Salzburger-Weg", 2.713 m, (Alpi di Berchtesgaden)
- 1959 Salita della parete del Blaueisumrahmung, (Alpi di Berchtesgaden)
- 1959 Salita della parete est Watzmann "Berchdesgadener Weg", 2.713 m, (Alpi di Berchtesgaden)
- 1959 Salita della parete del Totenkirchl, 2.193 m, (Wilder Kaiser); salita parete sud del Schüsselkarspitze, 2.538 m,(Wetterstein); nona salita al della parete nord del Laliderer, 2.615 m, (Karwendel); partecipante alla spedizione K2; salita al Totenkirchl-Westwand "Dülferführe",V+/A1.450 HM, 2.193 m, (Wilder Kaiser); salita al monte Bianco-Peutereygrat, 4.810 m, (area del Monte Bianco); Gerd Schauer[3][4][5].